# Кодевілла
Кодевілла (італ. Codevilla) — муніципалітет в Італії, у регіоні Ломбардія,  провінція Павія.
Кодевілла розташована на відстані близько 440 км на північний захід від Рима, 60 км на південь від Мілана, 26 км на південь від Павії.
Населення — 1021 особа (2014).

## Демографія
Населення за роками:

Станом на 1 січня 2023 року в муніципалітеті офіційно проживало 57 іноземців з 16 країн, серед них 28 громадян країн Євросоюзу та 4 громадяни України.

## Сусідні муніципалітети
- Монтебелло-делла-Батталья
- Реторбідо
- Торрацца-Косте
- Вогера